# L'Odeur du sang
Pour plus de détails, voir Fiche technique et Distribution.
L'Odeur du sang (titre original : L'odore del sangue ) est un film italien réalisé par  Mario Martone et sorti en 2004. Le film est adapté du roman homonyme de Goffredo Parise et a été présenté à la Quinzaine des réalisateurs au Festival de Cannes 2004.

## Synopsis
Carlo et Silvia forme un couple d'intellectuels bourgeois qui, depuis vingt ans, partagent le même appartement et vivent des histoires adultères communément acceptées. Silvia fait alors la connaissance d'un jeune homme néo-nazi. Elle est attirée par sa violence et le « culte de la force ». Cette relation naviguant entre érotisme, décadence et perversion provoque la jalousie de Carlo.

## Fiche technique
- Titre original : L'odore del sangue
- Titre français : L'Odeur du sang
- Réalisation : Mario Martone
- Scénario : Mario Martone, d'après le roman homonyme de Goffredo Parise, paru en 1997 et traduit en France chez Albin Michel
- Décors : Sergio Tramonti
- Costumes : Paola Marchesin
- Photographie : Cesare Acetta
- Montage : Jacopo Quadri
- Musique : Fabrizio De André
- Production : Donatella Botti
- Société(s) de production : Bianca Film - Mikado Film - Babe Film - Arcapix - MiBAC
- Société(s) de distribution :
- Pays d’origine :  Italie,  France
- Langue originale : italien
- Format : couleur, sonore
- Genre : drame
- Durée : 100 minutes
- Dates de sortie :
  - Italie : 2 avril 2004
  - France : 15 mai 2004 Festival de Cannes, Quinzaine des réalisateurs

## Distribution
- Fanny Ardant : Silvia
- Michele Placido : Carlo
- Giovanna Giuliani : Lù
- Sergio Tramonti : Sergio
- Riccardo Scamarcio

## Commentaire
L'odore del sangue est tiré d'un roman éponyme - et posthume - de Goffredo Parise, décédé en 1986. Mario Martone adapte le roman dans un cadre plus actuel. « Le sujet du film, doté d'une authentique dimension politique - au sens pasolinien et foucaldien du terme, puisqu'il s'agit, au fond, d'une microphysique du pouvoir sur le corps - aurait pu aboutir à une véritable œuvre de rupture par rapport au climat consensuel qui règne dans le cinéma italien contemporain. » Hélas, le réalisateur se montre moins à l'aise dans la représentation des séquences érotiques et l'exacerbation du drame bourgeois, éléments inhérents au récit de Parise. Cette dimension « s'avère foncièrement étrangère au véritable noyau d'inspiration » du réalisateur de Morte di un matematico napoletano.